# IC 2427
IC 2427 — галактика типу E (еліптична галактика) у сузір'ї Рись.
Цей об'єкт міститься в оригінальній редакції індексного каталогу.